# Valongo dos Azeites
Valongo dos Azeites ist eine Gemeinde (Freguesia) im portugiesischen Kreis São João da Pesqueira. In ihr leben 220 Einwohner (Stand 19. April 2021).